# Кембриџ (Кентаки)
Кембриџ (енгл. Cambridge) град је у америчкој савезној држави Кентаки.

## Демографија
По попису из 2010. године број становника је 175, што је 17 (-8,9%) становника мање него 2000. године.
| Група             | 2000.       | 2010.       |
| Белци             | 183 (95,3%) | 159 (90,9%) |
| Афроамериканци    | 6 (3,1%)    | 1 (0,6%)    |
| Азијати           | 1 (0,5%)    | 4 (2,3%)    |
| Хиспаноамериканци | 1 (0,5%)    | 9 (5,1%)    |
| Укупно            | 192         | 175         |